# Adanaspor Basketbol
El Adanaspor Basketbol es un equipo de baloncesto turco con sede en la ciudad de Adana, que compite en la TB2L, la tercera división de su país. Disputa sus partidos en el Menderes Sports Hall, con capacidad para 2000 espectadores.
El club fue fundado en 2006, empezando el Municipio de Adana a apoyar al equipo en 2010. Tiene un equipo de fútbol llamado Adanaspor. El equipo está patrocinado por Serka y Holding.

## Posiciones en Liga
| - 2010 - (D3) - 2011 - (10-TB2L) - 2012 - (D3) - 2013 - (3-TB3L) | - 2014 - (1-TB3L) - 2015 - (8-TB2L) - 2016 - (18-TBL) |

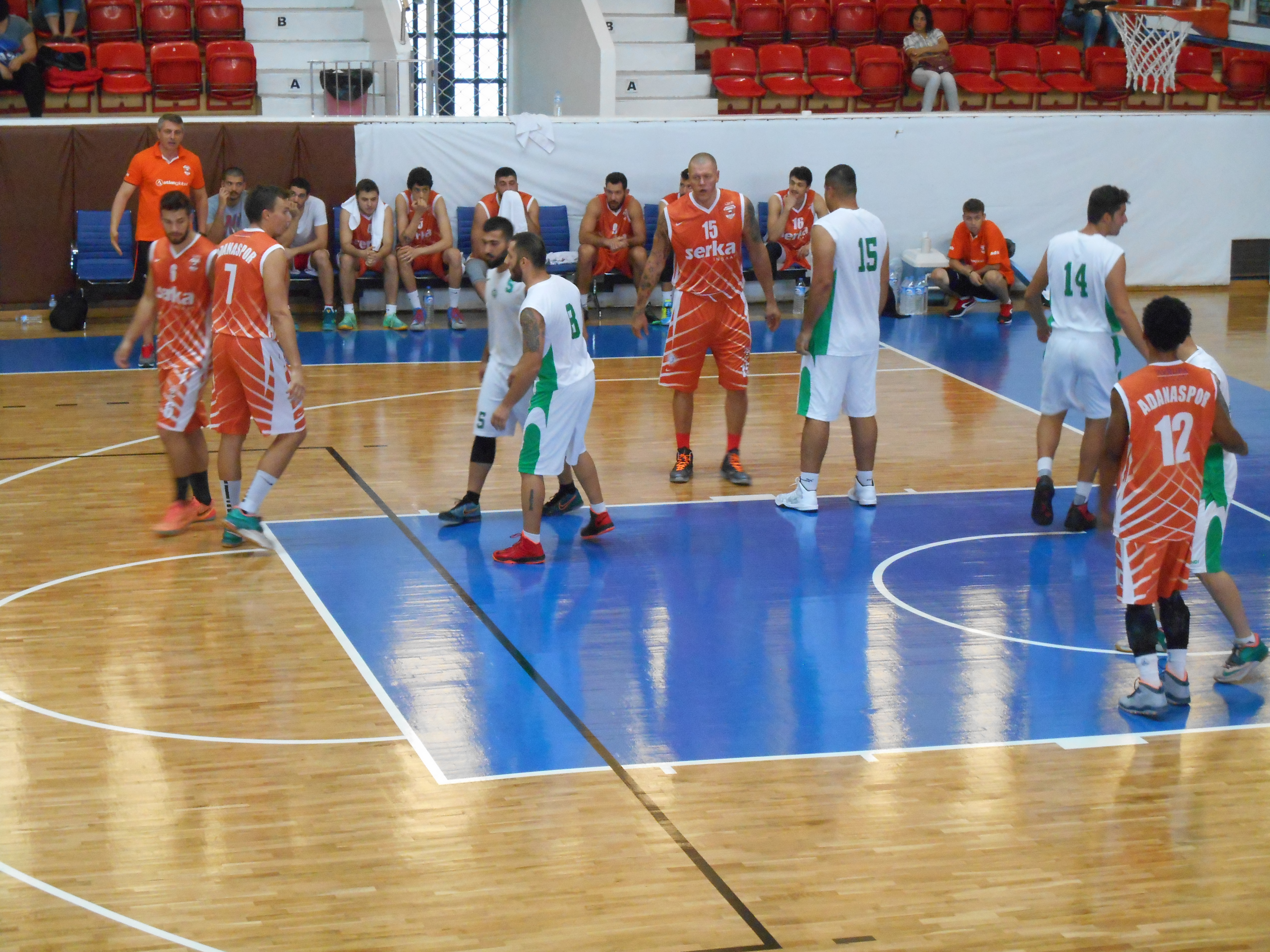
Adanaspor en un partido
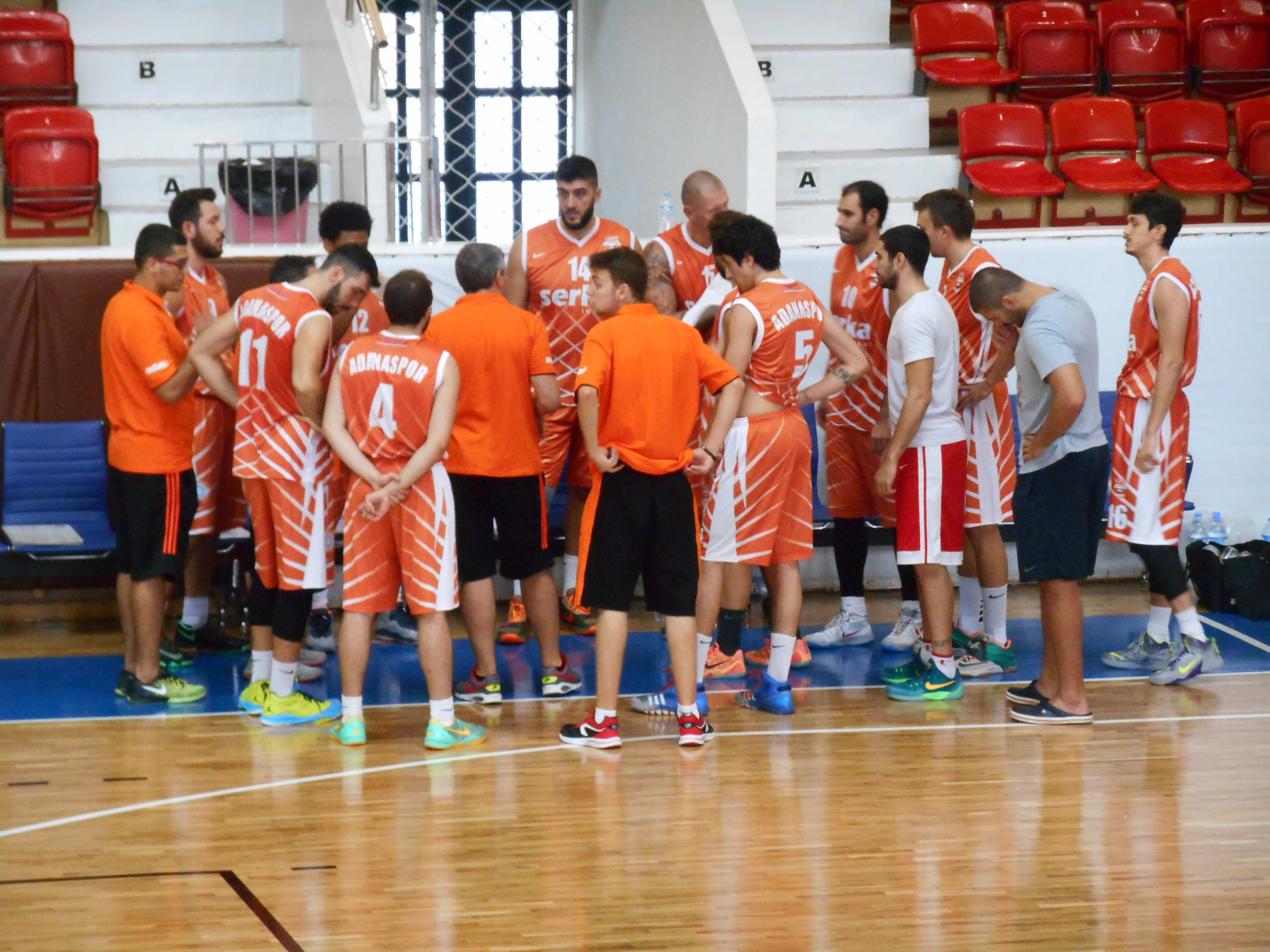
Reunión táctica antes de empezar el partido

## Jugadores destacados
| - Sinan Eid - Kaspars Kambala - Ergin Algin - Tufan Aktulgalı - Mufit Can Alp - Mahir Bayrak - Onur Çalban - Burakcan Dilmaç - İsmail Çevik - Kadir Cipa - Ferit Deniz - Atakan Denk - Fatih Eravcı | - Barış Erdoğan - Çağdaş Erdoğan - Oğuz Erdoğan - Cengiz Aydın Ergen - Tufan Fındıklı - Gökper Gen - Buğra Berk Güler - Melih Kabakçı - Ömer Tayfun Karabey - Efe Ayberk Kayalar - Ümit Köksal - Faik Can Nurkan - Orçun Okkalı | - Kerem Özkan - İrfan Öztel - Recai Öztürk - Nikolay Pastal - Şuacan Pişkin - Burak Şaşmaz - Hasan Yiğit Seçkin - Gokhan Senol - Arın Soğancıoğlu - Baris Suer - Sercan Tülek - Hakan Üsküplü - Barış Yalman | - Alp Yener - Jahii Carson - Mike Davis - Jeremy Ingram - Jason Keep - Terrell Stoglin - Jamil Terrell - Andrey Kislitsin - Deniz Gökay - Denktas Güney |